# ヘンリー・ポール
ヘンリー・マーティン・ポール（Henry Martyn Paul、1851年6月25日 - 1931年3月15日）は、明治時代にお雇い外国人として来日したアメリカ合衆国の天文学者である。

## 経歴・人物
マサチューセッツ州に生まれ、ダートマス大学で天文学を学ぶ。卒業後、ワシントンD.C.にある1832年に創設された海軍天文台で研究に携わった。
1880年（明治13年）に日本政府の招聘により来日した。1883年（明治16年）に帰国するまで東京帝国大学（現在の東京大学）理学部に雇われて、そこで天文学の教鞭を執った。